# Institut Mathildenhöhe Darmstadt

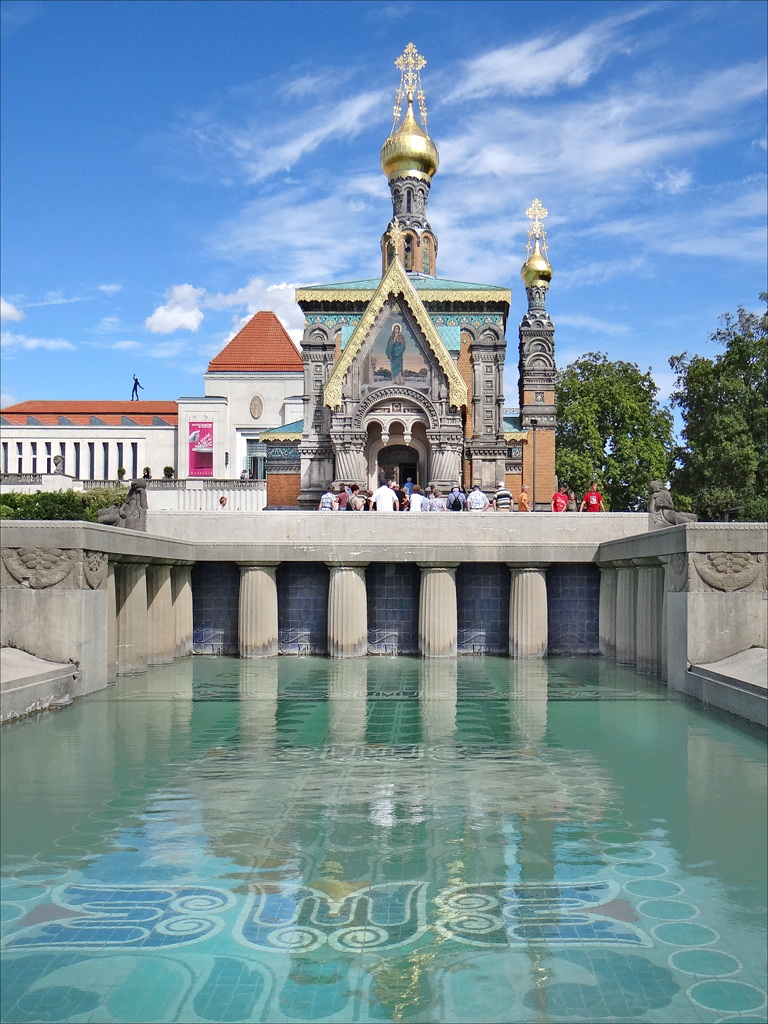

Das Institut Mathildenhöhe Darmstadt ist ein Mehrspartenhaus der Bildenden und Angewandten Künste in Darmstadt, Hessen. Mit seinem Ausstellungsgebäude samt Hochzeitsturm, dem Museum Künstlerkolonie sowie der Städtischen Kunstsammlung bildet es einen Ort der Erforschung, Präsentation und Vermittlung von Kunst und Kultur seit 1900 mit besonderer Berücksichtigung der zeitgenössischen Kunst. Die Gründung erfolgte 1899.

## Tätigkeitsfelder
Das Institut betreut, verwaltet und erweitert die Kunstsammlung der Stadt Darmstadt. Der Kernbestand der rund 15.000 Werke spannt einen Bogen von der Romantik bis zur zeitgenössischen Kunst und umfasst Ölgemälde, Aquarelle, Pastelle, Zeichnungen, Radierungen, Lithografien, Plastiken, Skulpturen, Kunsthandwerk, Möbelensembles, Architekturmodelle, Fotografien, Videofilme und Installationen. Die Kunstsammlung der Stadt Darmstadt wird im Institut restauratorisch betreut und durch Leihgaben an unterschiedliche nationale und internationale Museen einem breiten Publikum zugänglich gemacht. Neben eigenen Forschungen zu der Künstlerkolonie Darmstadt ermöglicht das Institut auch Wissenschaftlern Zugang zu den Archiven.
Parallel zu der Präsentation der ständigen Sammlung zum Jugendstil und zur frühen Moderne, realisiert das Institut Mathildenhöhe mehrmals im Jahr Sonderausstellungen zu Kunst und Kultur von der Romantik bis zur zeitgenössischen Kunst. Zu den Ausstellungen wird ein breites Vermittlungsangebot für alle Altersgruppen angeboten. Die Ausstellungen werden jeweils von einem umfangreichen Rahmenprogramm mit Vorträgen, Podiumsdiskussionen bis hin zu Filmnächten und Illuminationsfesten, Konzerten oder Sonderführungen begleitet.
Darüber hinaus wird am Institut Mathildenhöhe in regelmäßigen Abständen die Verleihung des von der Stadt Darmstadt vergebenen Wilhelm-Loth-Preises abgehalten und mit einer Ausstellung des Preisträgers auf der Mathildenhöhe verbunden.
Seit 1900 ist die Mathildenhöhe ein Ort kultureller Veranstaltungen und feierlicher Anlässe. Daran knüpft das Institut Mathildenhöhe mit seiner heutigen Tätigkeit als Austragungsort von Konzerten und Vorträgen sowie Veranstaltungsreihen wie die Darmstädter Tage der Fotografie oder die Internationalen Ferienkurse für Neue Musik an.

## Ausstellungen
- Weltentwürfe – Die Künstlerkolonie Darmstadt 1899–1914 (seit 5. Mai 2015 Dauerausstellung)
- Annegret Soltau – ich selbst (23. April – 11. Juni 2006)
- Gregor Schneider in den Bildhauerateliers. Raum – Skulptur – Foto – Film (27. September 2015 – 28. Februar 2016)
- Jugendstil in Darmstadt (1. Januar 2014 – 3. Mai 2015)
- Hans Christiansen – Die Retrospektive (12. Oktober 2014 – 1. Februar 2015)
- Der Stachel des Skorpions. Ein Cadavre Exquis nach Luis Buñuel "L'Age d'Or" (22. Juni 2014 – 5. Oktober 2014)
- Dem Licht entgegen. Die Künstlerkolonie-Ausstellung 1914 (17. Mai 2014 – 14. September 2014)
- Martin Kasper. Echokammer (2. Februar 2014 – 21. April 2014)
- Georg Büchner. Revolutionär mit Feder und Skalpell (13. Oktober 2013 – 16. Februar 2014)
- August Lucas. Wer Engel sucht (22. September 2013 – 5. Januar 2014)
- Marcel Duchamp. Caroline Bachmann und Stefan Banz La Broyeuse de Chocolat (21. April 2013 – 17. November 2013)
- Die Heag Bilderkammer. Darmstadt und die Künste 1846–1978 (3. Februar 2013 – 28. April 2013)
- Alles Reklame! Die Plakatkunst der Künstlerkolonie Darmstadt (7. Oktober 2012 – 6. Januar 2013)
- A House Full of Music. Strategien in Musik und Kunst (13. Mai 2012 – 9. September 2012)
- Ankabutas Netz (12. Februar 2012 – 15. April 2012)